# Leka
Leka is een gemeente in de Noorse provincie Trøndelag. De gemeente telde 584 inwoners in januari 2017. Leka ligt in het uiterste noorden van Trøndelag en omvat het gelijknamige eiland en het naastgelegen kleinere eiland Madsøya. Beide eilanden zijn verbonden door een brug. Van het hoofdeiland is er een veerverbinding met het vasteland.

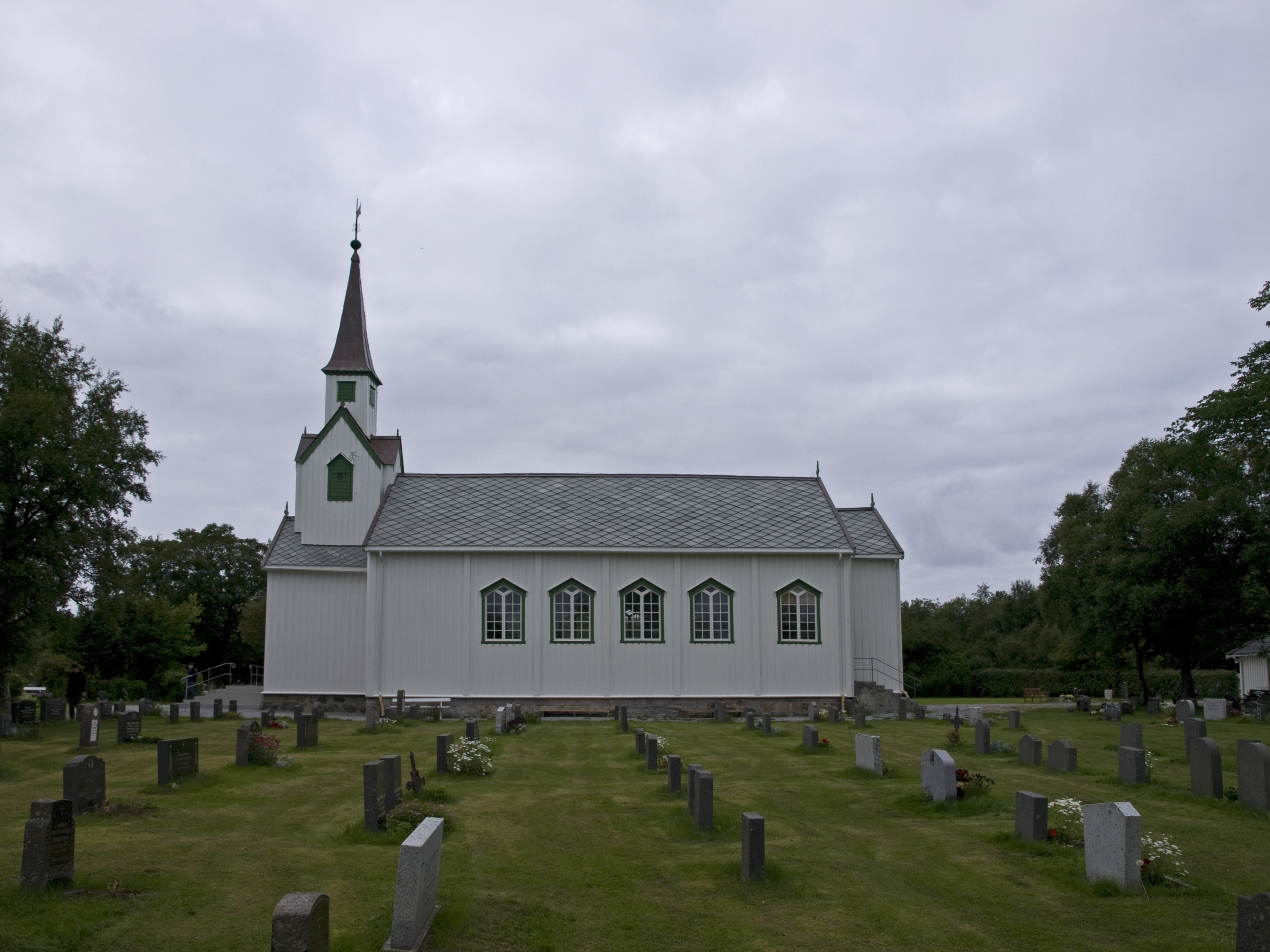
Dorpskerk

In de dorpskerk van Leka staat een vroeg-zestiende-eeuws retabel dat wordt toegeschreven aan de anonieme Nederlandse Meester van de Utrechtse Stenen Vrouwenkop.

## Plaatsen in de gemeente
- Madsøygrenda
- Sør-Gutvika

Åfjord · Flatanger · Frosta · Frøya · Grong · Heim · Hitra · Holtålen · Høylandet · Inderøy · Indre Fosen · Leka · Levanger · Lierne · Malvik ·  Melhus · Meråker · Midtre Gauldal · Nærøysund · Namsos · Namsskogan · Oppdal · Orkland · Ørland · Osen · Overhalla · Rennebu · Rindal · Røros · Røyrvik · Selbu · Skaun · Snåsa · Steinkjer · Stjørdal · Trondheim · Tydal · Verdal

Fylker van Noorwegen